# Plagithmysus hoawae
Plagithmysus hoawae là một loài bọ cánh cứng trong họ Cerambycidae.